# Ewa Chodakowska
Ewa Chodakowska-Kavoukis (ur. 24 lutego 1982 w Sanoku) – polska trenerka fitness, trenerka personalna specjalizująca się w treningu funkcjonalnym i HIIT (ang. High Intensity Interval Training), a także blogerka, prezenterka telewizyjna i osobowość medialna.

## Wczesne lata
Ma dwie siostry oraz brata. Pochodzi z Sanoka, gdzie kształciła się w I Liceum Ogólnokształcącym im. Komisji Edukacji Narodowej. Absolwentka Pilates Academy Athens oraz IAFA College Athens.

## Kariera
Odkryła fitness podczas pobytu w Grecji, gdzie poznała trenera personalnego Lefterisa Kavoukisa. Po powrocie do Polski prowadziła blogi propagujące fitness w programach śniadaniowych: Pytanie na śniadanie (TVP2) oraz w Dzień dobry TVN. Dziennikarze programu Uwaga! w TVN uznali ją za „polską królową fitnessu”. „Gazeta Wyborcza” umieściła ją w 2015 w rankingu 50 najbardziej wpływowych Polek, na 3. miejscu w kategorii "Show Business, Styl Życia, Sport".
Wydała osiemnaście DVD z programami treningowymi. Ma na swoim koncie rekord Guinnessa w największym otwartym treningu fitness i cykliczne warsztaty fitness Be Active Tour. Prowadziła program telewizyjny Be Active. Ewa Chodakowska w stacji Kuchnia+.
Od 2015 do 2019 była redaktorką naczelną miesięcznika „Be Active. Dietetyka & Fitness”.
W 2017 założyła platformę VOD BeActive TV, na której wszystkie programy treningowe dostępne na DVD, można odtwarzać online.
Była jurorką w show tanecznym Telewizji Polskiej Dance Dance Dance (2019).

## Życie prywatne
9 września 2013 w Sanoku zawarła związek małżeński z Lefterisem Kavoukisem. Jest bezdzietna.
W wieku 23 lat przeszła operację powiększenia biustu.

## Publikacje
Książki
Jest autorką książek:
- Ewa Chodakowska, Lefteris Kavoukis: Zmień swoje życie z Ewą Chodakowską. Wydawnictwo K. E. Liber, 2013. ISBN 978-83-60215-99-9. Brak numerów stron w książce[21]
- Ewa Chodakowska, Lefteris Kavoukis: Rok z Ewą Chodakowską: twój dziennik fitness. Wydawnictwo K. E. Liber, 2014. ISBN 978-83-63534-00-4. Brak numerów stron w książce
- Ewa Chodakowska, Lefteris Kavoukis: Przepis na sukces Ewy Chodakowskiej: moje wybory, moja dieta, moje ćwiczenia: 150 przepisów. Wydawnictwo K. E. Liber, 2014. ISBN 978-83-63534-01-1. Brak numerów stron w książce
- Ewa Chodakowska, Lefteris Kavoukis: Uniwersalny trening personalny: trenuj z nami!. 2015. ISBN 978-83-63534-01-1. Brak numerów stron w książce
- Gotuj z Nami! Ewa Chodakowska i Tomek Woźniak. Dania w 20 minut do 20zł
- „Myślnik. Twój codzienny motywator”, kalendarza na 2017 r., Edipresse 2016
- "Zdrowe koktajle”, Edipresse 2017
- Ewa Chodakowska, Marta Kielak: Fit and Sweet, BeBio Sp. z o.o. 2018. ISBN 978-83-950907-4-5.

Płyty DVD
- Totalna Metamorfoza (Skalpel) – Shape poleca – Szczupła w 4 tygodnie
- Spalanie i Modelowanie (Killer) – Shape poleca: Nowa figura w 4 tygodnie
- Turbo Spalanie – Shape poleca: Super forma w 4 tygodnie
- Trening z Gwiazdami – Shape poleca: Sexy figura w 3 tygodnie
- Total Fitness Ewa Chodakowska & SHAPE: Ekstra figura
- Total Fitness Ewa Chodakowska & SHAPE: Speed Effect – wykonywany przez Tomka Choińskiego
- Total Fitness Ewa Chodakowska & SHAPE: Body Express
- Total Fitness Ewa Chodakowska & SHAPE: Turbo Power – wykonywany przez Tomka Choińskiego
- Total Fitness Ewa Chodakowska & SHAPE: Model Look
- Total Fitness Ewa Chodakowska & SHAPE: Super Kardio – wykonywany przez Tomka Choińskiego
- Total Fitness Ewa Chodakowska & SHAPE: Body Perfect
- Total Fitness Ewa Chodakowska & SHAPE: Power Workout – wykonywany przez Tomka Choińskiego
- Skalpel 2 & Szok Trening! – autorska płyta Ewy Chodakowskiej
- Skalpel Wyzwanie – płyta Ewy Chodakowskiej
- Turbo Wyzwanie pogromca tłuszczu – płyta Ewy Chodakowskiej
- Secret – płyta Ewy Chodakowskiej
- Metamorfoza (M21) – płyta Ewy Chodakowskiej
- Sukces – płyta Ewy Chodakowskiej
- Bikini – płyta Ewy Chodakowskiej
- Trening dla DetoCell
- Rewolucja – płyta Ewy Chodakowskiej
- Skalpel (nowa odsłona) – płyta Ewy Chodakowskiej
- Hot body – płyta Ewy Chodakowskiej
- Slim fit – płyta Ewy Chodakowskiej
- Target – płyta Ewy Chodakowskiej
- Fit 50+ – płyta Ewy Chodakowskiej
- Kick Fit – płyta Ewy Chodakowskiej
- Beauty Shot – płyta Ewy Chodakowskiej
- Volume – płyta Ewy Chodakowskiej
- Dream Body – płyta Ewy Chodakowskiej